# 戴亞法拿·沙高
戴亞法拿·沙高（英語：Diafra Sakho，1989年12月24日—），簡稱沙高（英語：Sakho），是一名塞內加爾職業足球員，司職前鋒，現效力法甲雷恩。

## 生平

### 球會
梅斯
沙高的足球生涯在16歲時於家鄉達喀爾的Génération Foot足球會開始，Génération Foot是法國球會梅斯足球會的足球學院及衛星俱樂部。六個月後，他在2007年移居到法國在梅斯接受訓練。其後他在2009-10賽季為梅斯的預備隊在22場比賽中射入17球，他被晉升上一線隊。他在一線隊的首場比賽是於2010年1月19日在主場迎戰法乙隊伍布雷斯特互交白卷。首次入球則在同年9月10日，在主場1-1戰平南特的比賽中射入。他在頭三個賽季主要是後備球員，其後在2012年1月被租借到布羅尼，2012年5月與梅斯降落法國足球丙級聯賽，新的球會經理阿爾伯特·卡地亞給了沙高正選出場的機會。隨後的一個賽季，沙高在33次聯賽出場射入19個球令的梅斯以次名完成了聯賽，並榮獲晉升回到法乙的資格，在他們的第一次嘗試。在2013-14賽季，沙高在36次出場射入了20球使梅斯奪得法乙冠軍。因為他突出的表現，沙高被評選為法乙2013-14賽季年度最佳球員。
韋斯咸
2014年8月14日，沙高與英超球會韋斯咸簽訂了為期四年的合約，但並沒有公佈轉會費，成為2014-15球季開始前韋斯咸的第七個加盟的球員。在他加盟那天，他說：「加盟了韋斯咸是一個值得驕傲的一天，我真的很喜歡英格蘭足球，我一直夢想著未來的加盟的英格蘭其中一間偉大的足球會。如今，韋斯咸給了我這個機會，我毫不猶豫地抓住它。」。
2014–15 球季
沙高於2014年8月23日在3-1作客戰勝水晶宮的賽事首次登場，於63分鐘作為卡頓·高爾的替補。8月26日，他在聯賽杯第二輪主場迎戰錫菲聯的比賽中射入他的在英格蘭的首個入球。沙高的第一個英超聯賽入球出現在9月15日作客2-2戰平侯城的比賽中。最初被記入為侯城中堅居迪斯·戴維斯的烏龍球，其後才確認入球者是沙高。他在9月20日的英超主場亮相迎戰利物浦，並射入了他的第二個入球，以笠射笠過對方門將米尼奧萊，帶領韋斯咸嬴3-1。9月29日，沙高在2-1作客輸給了曼聯的比賽中射入一球是他在本屆四場聯賽中射入的第四球，打破了保持了26年的紀錄。在2014年10月25日，沙高打進韋斯咸的第二個入球在主場以2-1戰勝衛冕冠軍的曼城。在這樣做時，他成為了第一個韋斯咸球員在連續六場英超聯賽得分和平了米奇·昆尼的英超紀錄，他於1992年成為第一個首六場比賽入六球的球員。因為他的卓越表現，沙高榮獲2014年10月的英超最佳球員獎項，球隊經理艾拿戴斯亦獲得當月最佳領隊獎項。
沙高在2015年1月1日對西布朗的比賽中受傷。這導致他被迫退出為塞內加爾國家隊出戰2015年非洲國家杯。塞內加爾官員宣布，他們將試圖阻止沙高在國家隊在非洲國家杯比賽期間他為韋斯咸出戰。當塞內加爾國家隊仍參與比賽期間，該國官員要求康復了的沙高飛赴赤道幾內亞，讓他的體能可以被評估。因為無法飛到非洲，他以豪華轎車從倫敦被載到阿斯頓·加特球場，並於2015年1月25日，他為韋斯咸在足總杯對布里斯托城的比賽中射入取勝的唯一入球。2015年1月31日與塞內加爾向國際足協作出投訴的情況下，沙高從韋斯咸作客對利物浦的比賽陣容中撤回。因為非洲國家杯期間容許沙高出戰足總杯，韋斯咸被國際足協罰處罰金10萬瑞士法郎，以避免了最大處罰－取消比賽資格
。

### 國家隊
2014年5月21日，沙高首次代表塞內加爾出戰對布基納法索的友誼賽；4天後，於3-1戰勝科索沃取的個人首個國際賽入球。由於沙高於加盟韋斯咸後表現出色，吸引法國國家隊主帥的注意，當時沙高尚未為塞內加爾在正式的國際賽上陣，所以仍然可以選擇代表塞內加爾或法國參賽。
2014年11月，時任塞內加爾教練重召沙高備戰對埃及和博茨瓦納的兩場2015年非國盃外圍賽；沙高其後稱背傷而退出非國盃決賽週；但期間卻在足總盃對布里斯托城後補上陣兼頂入奠勝球，為此韋斯咸被國際足協罰款71,000英鎊。

## 外部連結
- West Ham United profile
- 足球数据库：戴亞法拿·沙高的球员统计数据
- Sakho – 法國職業足球聯賽数据 – 支持法语（已存档）